# Gmina Prilep
Gmina Prilep (mac. Општина Прилеп) – gmina znajdująca się na południu Macedonii Północnej.
Graniczy z gminami: Czaszka i Dołneni od północy, Kawadarci od wschodu, Kriwogasztani, Mogiła  i Nowaci od zachodu oraz z terytorium Grecji od południa.
Skład etniczny:
- 92,33% – Macedończycy
- 5,77% – Romowie
- 1,19% – Turcy
- 0,71% – pozostali

W skład gminy wchodzą:
- miasto: Prilep;
- 58 wsi: Alinci, Bełowodica, Berowci, Beszeiszte, Boncze, Carewić, Czaniszte, Czepigowo, Czumowo, Dabnica, Dren, Duńe, Erekowci, Galiczani, Gołem Radobił, Gołemo Końari, Gudźakowo, Kadino Seło, Kałen, Kanatłarci, Klepacz, Kokre, Krstec, Kruszewica, Leniszta, Łopatica, Mał Radobił, Mało Końari, Mało Ruwci, Manastir, Maruł, Mażucziszte, Nikodin, Nowo Łagowo, Oreowec, Pesztani, Płetwar, Podmoł, Połcziszte, Prilepec, Prisad, Rakle, Sełce, Smołani, Staro Łagowo, Szełewerci, Sztawica, Toplica, Trojaci, Topołczani, Trojkrsti, Weprczani, Wesełczani, Witoliszte, Wołkowo, Wrpsko, Zagorani, Żiwowo.